# Franca Leosini
Franca Lando, coniugata Leosini (Napoli, 16 marzo 1934), è una giornalista, conduttrice televisiva e autrice televisiva italiana.

## Biografia
Giornalista pubblicista, è iscritta all'albo della Campania in data 11 luglio 1974. Dopo aver frequentato il liceo classico, si laurea in Lettere Moderne e comincia a lavorare per la sezione culturale de l'Espresso, dove firma varie interviste e inchieste: la più famosa e controversa è quella del 27 gennaio 1974, intitolata Le zie di Sicilia, nella quale Leonardo Sciascia denunciava presunte responsabilità delle donne nella cultura mafiosa. Diventa direttrice del mensile Cosmopolitan e successivamente cura la "terza pagina" de Il Tempo. Collabora con la Rai dal 1988, cioè da quando diviene autrice di Telefono giallo, condotto da Corrado Augias. In seguito conduce i programmi Parte Civile e I grandi processi (quest'ultimo con Sandro Curzi).
Dal 1994 al 2020 ha condotto il programma Storie maledette, di cui è anche autrice; la trasmissione si occupa di intervistare i protagonisti delle inchieste giudiziarie italiane che hanno fatto più scalpore. Dal 2004 al 2008, oltre a Storie maledette, ha condotto Ombre sul giallo, un programma più complesso che, con servizi, interviste e ospiti in studio, ha come tema ricorrente il dubbio riguardo alla colpevolezza degli indiziati e il modo in cui sono state condotte le indagini.
Nel 2017 ha preso parte, nel ruolo di se stessa, nel film Come un gatto in tangenziale e nel 2018 è stata ospite alla LXVIII edizione del Festival di Sanremo. Nel 2021 è la co-protagonista di un documentario, La strage, e riappare, sempre nel ruolo di se stessa in Come un gatto in tangenziale - Ritorno a Coccia di Morto, sequel del film di quattro anni prima. Dal 4 novembre 2021 è su Rai 3 con due speciali intitolati Che fine ha fatto Baby Jane?, in cui torna a intervistare alcuni protagonisti di Storie maledette a distanza di anni.
È soprannominata la "Signora dei mostri" per aver intervistato Pietro Pacciani, Donato Bilancia, Angelo Izzo, Marco Mariolini, nonché Pino Pelosi, che nell'intervista si proclamò innocente riguardo all'omicidio di Pier Paolo Pasolini.

## Vita privata
Sposata con Massimo Leosini, ha due figlie. Si professa cattolica.

## Televisione
- Storie maledette (1994-2004, 2007-2009, 2011-2016, 2018-2020 - Rai 3)
- Ombre sul giallo (2004-2008 - Rai 3)
- 68° Festival della canzone Italiana ospite (2018 - Rai 1)
- Che fine ha fatto Baby Jane? (2021 - Rai 3)

### Autrice televisiva
- Telefono giallo
- Parte civile
- I grandi processi

## Filmografia
- Come un gatto in tangenziale, regia di Riccardo Milani (2017)
- Come un gatto in tangenziale - Ritorno a Coccia di Morto, regia di Riccardo Milani (2021)

## Premi e riconoscimenti
- Premio Flaiano
  - 2002 – Programma culturale per Storie maledette
- Auronzo di Cadore
  - 2002 – Premio speciale
  - 2019 – Candidatura alla miglior giornalista per Storie maledette
- Donne per il giornalismo
  - 1996 – Giornalista dell'anno
- Premio Pericle d'oro
  - 2002 – Premio per il giornalismo
  - 2009 – Candidatura alla miglior conduttrice televisiva per Storie maledette
- Festival della Televisione Italiana
  - 2002 – Miglior giornalista
  - 2005 – Premio speciale
  - 2006 – Miglior giornalista per Ombre sul giallo
- Premio PulciNellaMente 
  - 2010 – Miglior giornalista
- 2002 – Premio Lodoletta Pini sezione Giornalismo Marcella De Palma
- 2002 – Premio Saraceno d'oro per il giornalismo
- 2003 – Premio Guglia di Napoli
- 2004 – Premio Nazionale di Cultura nel Giornalismo "La penna d'oro"
- 2007 – Premio Donna dell'anno sezione Giornalismo
- 2008 – Premio Festival della Radio Televisione Italiana - Riconoscimento alla qualità nei media